# 野生的大魔王出現了！
《野生的大魔王出現了！》是炎頭編著的輕小說系列，開始於2015年在成為小說家吧連載。輕小說和漫畫書籍化由EARTH STAR Entertainment發行，線上漫畫版則在《Comic Earth Star》上連載。2024年8月24日，在美國紐約舉辦的“2024年Anime NYC”宣佈將改編成電視動畫，並公開露法絲打碎玻璃的視覺圖。

## 故事簡介
身为頂級玩家的主角在網路遊戲「艾克斯之門ＯＮＬＩＮＥ」中附身在自己創建的角色——露法絲·瑪法爾。露法絲·瑪法爾因受歡迎以至於遊戲中沒有人不知道她是「黑翼霸王」。然而，主角附身在露法絲身上穿越至異世界，卻被周圍的人所畏懼甚至被以前的部下所崇拜。

## 登場人物

### 主要人物
露法絲·瑪法爾（聲：小清水亞美）
本作主角。女性天翼族，外號「黑翼霸王」。由於實力過於強大而被玩家稱為「野生的大魔王」。
出生於加拉爾赫倫國，小時候由於翅膀是黑色的緣故而飽受欺凌。
由於她在二百年前大肆屠殺魔神族，因此被魔神族所畏懼。
後期證實她為了欺瞞女神，特意讓迪娜為她製作分身，以男性身份在日本生活。
迪娜（聲：薄井友里）
露法絲解除封印後突然出現在露法絲面前的神秘女性，自稱露法絲的參謀。
共有三個身份，第一個是亞羅維納斯的分身迪娜；第二個是魔神族「七曜」中的「金曜」維納斯；第三個是露法絲麾下第十三名星座「蛇夫座」奧修卡斯。
在日本以米茲加爾茲為背景製作和營運線上遊戲「艾克斯之門·ONLINE」的真正目的是欺瞞女神，破壞亞羅維納斯操控露法絲的計劃。
貝涅特納修（聲：明坂聰美）
女性吸血鬼族，七英雄之一，稱號為「吸血姬」。露法絲的好敵手。唯一沒有在二百年前被亞羅維納斯操控封印露法絲的七英雄成員。

### 霸道十二星天
露法絲的部下，全員的稱號均以星座命名。
艾瑞斯（聲：首藤志奈）
「白羊座」，種族是「虹色羊」。露法絲第一名部下。人型時是一名猶如小女孩的偽娘。
卡斯托爾
「雙子座」之一，波魯克絲的哥哥。
波魯克絲
「雙子座」之一，卡斯托爾的妹妹。
卡爾基諾斯
「巨蟹座」。
雷昂
「獅子座」。
帕德嫩（聲：金井美香）
第一代「處女座」。薇爾戈的養母。
薇爾戈（聲：大森心）
第二代「處女座」，女性天翼族。真正身份是天翼族之王梅拉克的女兒。被露法絲當作女兒般看待。
後日談交代她後來穿越到日本，與南十字瀨衣結婚，誕下了一女南十字明水。
莉布拉（聲：東城日沙子）
「天秤座」。由露法絲和米薩爾以「選定的天秤」和大量稀有材料所製造的魔像。
斯科爾皮斯
「天蠍座」。
薩吉塔留斯
「射手座」。
埃格科洛斯（聲：內田直哉）
「山羊座」，男性惡魔族。

### 其他眷屬
田中
由露法絲創造的人造生命體。平時是一台露營車，擁有變形成為機械人的能力。

### 勇者一行
南十字瀨衣
女神從日本召喚到異世界的勇者。喜歡薇爾戈。
後日談交代了成為一名警官，並與薇爾戈結婚，二人之間育有一女南十字明水。

### 七英雄
梅葛雷茲（聲：前野智昭）
七英雄之一，男性精靈族。蘇維爾國的國王。稱號為「賢王」。在二百年前被亞羅維納斯操控封印露法絲。敗給神王奧爾姆後下半身不遂。
梅拉克（聲：平川大輔）
七英雄之一，男性天翼族。加拉爾赫倫國的國王。稱號為「天空王」。薇爾戈的親生父親。在二百年前被亞羅維納斯操控封印露法絲。敗給神王奧爾姆後被對方奪去了翅膀。
米薩爾
七英雄之一，矮人族。稱號為「鍛冶王」。在二百年前被亞羅維納斯操控封印露法絲。敗給神王奧爾姆後被對方奪去了雙手。
亞利歐特（聲：武內駿輔）
七英雄之一，稱號為「劍王」。在二百年前被亞羅維納斯操控封印露法絲。
維克多
七英雄之一，稱號為「冒險王」。在二百年前被亞羅維納斯操控封印露法絲。
杜爾伯
七英雄之一，男性獸人族。稱號為「獸王」。在二百年前被亞羅維納斯操控封印露法絲。

### 魔神族
本作主要的敵人，天生具有屠殺人類的本能。死後會化為粒子消失，不會留下屍體。實際上是亞羅維納斯對人類釋放的攻擊魔法。
奧爾姆
魔神族之王，線上遊戲「艾克斯之門·ONLINE」中的最終大魔王。
泰拉
魔神王奧爾姆之子，露娜的未婚夫。實際上是奧爾姆釋放的魔法。

#### 七曜
魔神王之子泰拉在80年前設立的精銳部隊，全員以曜日命名。
索爾
「七曜」中的「日曜」，「七曜」的首領。
露娜
「七曜」中的「月曜」。魔神王之子泰拉的未婚妻。
維納斯
「七曜」中的「金曜」。真正身份是迪娜。
朱比特
「七曜」中的「木曜」。
墨丘利
「七曜」中的「水曜」。
瑪爾斯
「七曜」中的「火曜」。「七曜」中實力最弱的一員。煽動艾瑞斯襲擊蘇維爾的幕後黑手。敗給露法絲後最終被迪娜滅口。

### 其他
亞羅維納斯
創造米茲加爾茲的女神。在二百年前操控除貝涅特納修以外的七英雄封印露法絲的幕後黑手。

## 出版書籍

### 輕小說
| 卷數 | EARTH STAR Entertainment | EARTH STAR Entertainment |
| 卷數 | 發售日期                 | ISBN                     |
| ---- | ------------------------ | ------------------------ |
| 1    | 2016年2月15日            | ISBN 978-4-803-00872-2   |
| 2    | 2016年6月15日            | ISBN 978-4-803-00934-7   |
| 3    | 2016年10月15日           | ISBN 978-4-803-00963-7   |
| 4    | 2017年4月15日            | ISBN 978-4-803-01035-0   |
| 5    | 2017年9月15日            | ISBN 978-4-803-01111-1   |
| 6    | 2017年12月15日           | ISBN 978-4-803-01142-5   |
| 7    | 2018年4月16日            | ISBN 978-4-803-01180-7   |
| 8    | 2018年10月16日           | ISBN 978-4-803-01236-1   |
| 9    | 2019年4月15日            | ISBN 978-4-803-01282-8   |

### 漫畫
| 卷數 | EARTH STAR Entertainment | EARTH STAR Entertainment | 長鴻出版社    | 長鴻出版社             |
| 卷數 | 發售日期                 | ISBN                     | 發售日期      | ISBN                   |
| ---- | ------------------------ | ------------------------ | ------------- | ---------------------- |
| 1    | 2017年12月15日           | ISBN 978-4-803-01135-7   | 2024年3月27日 | ISBN 978-6-260-08665-7 |
| 2    | 2018年4月12日            | ISBN 978-4-803-01174-6   | 2024年3月27日 | ISBN 978-6-260-08666-4 |
| 3    | 2018年9月12日            | ISBN 978-4-803-01225-5   |               |                        |
| 4    | 2019年4月12日            | ISBN 978-4-803-01284-2   |               |                        |
| 5    | 2019年10月12日           | ISBN 978-4-803-01344-3   |               |                        |
| 6    | 2020年3月12日            | ISBN 978-4-803-01399-3   |               |                        |
| 7    | 2020年9月12日            | ISBN 978-4-803-01450-1   |               |                        |
| 8    | 2021年3月12日            | ISBN 978-4-803-01499-0   |               |                        |
| 9    | 2024年3月13日            | ISBN 978-4-803-01920-9   |               |                        |
| 10   | 2025年2月12日            | ISBN 978-4-803-02073-1   |               |                        |

## 外部連結
- 成為小說家吧（日語）
- Comic Earth Star （页面存档备份，存于） -漫畫（日語）